# Dundrum (Tipperary)
Dundrum (irl.: Dún Droma) – wieś w hrabstwie Tipperary w Irlandii, położona ok. 14 km od Cashel.